# 松平重直
松平 重直（まつだいら しげなお）は、江戸時代前期の譜代大名。出羽上山藩第2代藩主、摂津三田藩主、豊後竜王藩主、豊後高田藩初代藩主。杵築藩能見松平家6代。

## 生涯
信濃松本藩主・小笠原秀政の四男。母方の大叔父に当たる大御所・徳川秀忠の命により、能見松平家の松平重忠の婿養子となる。寛永3年（1626年）7月1日、養父が57歳で死去すると、直後に1万石の減封をもって摂津三田藩3万石に転封となった。
寛永9年（1632年）、7,000石加増の上で転封され、豊前国竜王（現在の大分県宇佐市安心院町）の龍王城跡地に竜王陣屋を構え竜王藩主となった。寛永14年（1637年）島原の乱に従軍する。寛永16年（1639年）高田城に本拠を移したことにより、豊後高田藩となった。寛永19年（1642年）没し、家督は長男の英親が継いだ。また信心深く、重直父子は宇佐神宮に700石を寄進している。